# Adelpha stilesiana
Espèce
Adelpha stilesiana  est une espèce de papillons de la famille des Nymphalidae, de la sous famille des Limenitidinae et du genre Adelpha.

## Dénomination
Adelpha stilesiana a été décrit par Philip James DeVries (d) et Isidro A. Chacón (d) en 1982.

### Nom vernaculaire
Adelpha stilesiana se nomme Talamanca Sister en anglais.

## Description
Adelpha stilesiana est un papillon aux ailes antérieures légèrement concaves au dessus marron très foncé à noir avec aux ailes antérieures une plage jaune allant de l'angle externe aux deux tiers du bord costal et ne laissant qu'une tache noire à la pointe de l'apex.
Le revers est rayé de bandes bleu-gris clair, cuivre, noir et ocre clair avec la même  plage jaune que sur le dessus mais ocre clair tachée de blanc. 

## Écologie et distribution
Adelpha stilesiana est présent au Costa Rica. 

### Protection
Pas de statut de protection particulier.